# 皮通 (埃纳省)
皮通（法語：Pithon，法語發音：[pitɔ̃]）是法国上法蘭西大區埃纳省的一个市镇，属于圣康坦区。

## 地理
皮通（49°45'11"N, 3°5'50"E）面积2.44 平方千米，位于法国上法蘭西大區埃纳省，该省份为法国北部内陆省份，北起北部省，西接索姆省和瓦兹省，东临阿登省和马恩省，西南至塞纳-马恩省，东北部与比利时接壤。
与皮通接壤的市镇（或旧市镇、城区）包括：欧比尼欧凯讷、迪里、索梅特-欧库尔、维莱圣克里斯托夫、阿姆。

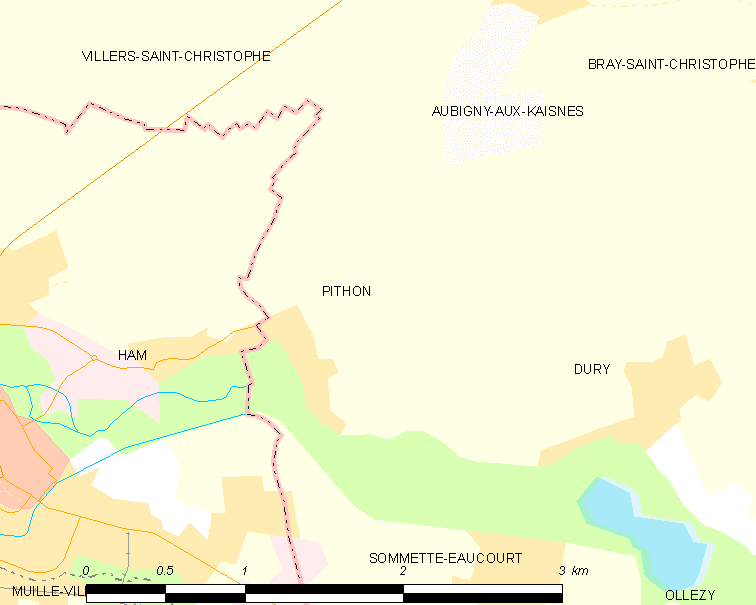
的OSM定位图

皮通的时区为UTC+01:00、UTC+02:00（夏令时）。

## 行政
皮通的邮政编码为02480，INSEE市镇编码为02604。

## 政治
皮通所属的省级选区为里布蒙县。

## 人口

1962-2008年间人口变化图示

皮通于2022年1月1日时的人口数量为78人。